# A Matter of Life and Death Tour
Il tour A Matter of Life and Death degli Iron Maiden si è svolto tra il 2006 e il 2007, in presentazione dell'omonimo album A Matter of Life and Death.

## Band di supporto
- Lauren Harris
- Trivium
- Bullet for My Valentine
- 3 Inches of Blood
- Parikrama

Solo a Roma, in occasione del concerto del 20 giugno:
- Motörhead
- Machine Head
- Mastodon
- Lauren Harris
- Sadist

## Date e tappe
| Data             | Città            | Stato               | Luogo                             |
| ---------------- | ---------------- | ------------------- | --------------------------------- |
| Nord America     |                  |                     |                                   |
| 4 ottobre 2006   | Hartford         | Stati Uniti         | New England Dodge Music Center    |
| 6 ottobre 2006   | Boston           | Stati Uniti         | Agganis Arena                     |
| 7 ottobre 2006   | Camden           | Stati Uniti         | Tweeter Center at the Waterfront  |
| 9 ottobre 2006   | Québec           | Canada              | Colisée Pepsi                     |
| 10 ottobre 2006  | Montréal         | Canada              | Bell Centre                       |
| 12 ottobre 2006  | Uniondale        | Stati Uniti         | Nassau Veterans Memorial Coliseum |
| 13 ottobre 2006  | East Rutherford  | Stati Uniti         | Izod Center                       |
| 16 ottobre 2006  | Toronto          | Canada              | Air Canada Centre                 |
| 17 ottobre 2006  | Auburn Hills     | Stati Uniti         | The Palace of Auburn Hills        |
| 18 ottobre 2006  | Rosemont         | Stati Uniti         | Allstate Arena                    |
| 21 ottobre 2006  | Irvine           | Stati Uniti         | Verizon Wireless Amphitheatre     |
| Giappone         |                  |                     |                                   |
| 25 ottobre 2006  | Tokyo            | Giappone            | Nippon Budokan                    |
| 26 ottobre 2006  | Hiroshima        | Giappone            | Yubinchokin Hall                  |
| 28 ottobre 2006  | Tokyo            | Giappone            | Forum                             |
| 30 ottobre 2006  | Osaka            | Giappone            | Osaka-jo Hall                     |
| 31 ottobre 2006  | Nagoya           | Giappone            | Shimin Hall                       |
| Europa           |                  |                     |                                   |
| 9 novembre 2006  | Aalborg          | Danimarca           | Gigantium                         |
| 10 novembre 2006 | Copenaghen       | Danimarca           | Valby Hallen                      |
| 12 novembre 2006 | Tampere          | Finlandia           | Icehall                           |
| 14 novembre 2006 | Helsinki         | Finlandia           | Hartwall Areena                   |
| 15 novembre 2006 | Helsinki         | Finlandia           | Hartwall Areena                   |
| 17 novembre 2006 | Stoccolma        | Svezia              | Stockholm Globe Arena             |
| 18 novembre 2006 | Stoccolma        | Svezia              | Stockholm Globe Arena             |
| 20 novembre 2006 | Göteborg         | Svezia              | Scandinavium                      |
| 21 novembre 2006 | Oslo             | Norvegia            | Valhall Arena                     |
| 23 novembre 2006 | Bergen           | Norvegia            | Vestlandshallen                   |
| 25 novembre 2006 | Stoccolma        | Svezia              | Stockholm Globe Arena             |
| 27 novembre 2006 | 's-Hertogenbosch | Paesi Bassi         | Brabenthallen                     |
| 28 novembre 2006 | Parigi           | Francia             | Palais Omnisports de Paris-Bercy  |
| 30 novembre 2006 | Barcellona       | Spagna              | Palau Sant Jordi                  |
| 2 dicembre 2006  | Milano           | Italia              | DatchForum                        |
| 3 dicembre 2006  | Milano           | Italia              | DatchForum                        |
| 5 dicembre 2006  | Zurigo           | Svizzera            | Hallenstadion                     |
| 7 dicembre 2006  | Stoccarda        | Germania            | Schleyer-Halle                    |
| 9 dicembre 2006  | Dortmund         | Germania            | Westfalenhalle                    |
| 11 dicembre 2006 | Cardiff          | Galles              | Cardiff NIA                       |
| 12 dicembre 2006 | Birmingham       | Inghilterra         | NEC                               |
| 14 dicembre 2006 | Manchester       | Inghilterra         | Manchester Arena                  |
| 15 dicembre 2006 | Glasgow          | Scozia              | Glasgow SECC                      |
| 17 dicembre 2006 | Newcastle        | Inghilterra         | Metro Radio Arena                 |
| 18 dicembre 2006 | Sheffield        | Inghilterra         | Sheffield Arena                   |
| 20 dicembre 2006 | Dublino          | Irlanda             | The Point                         |
| 22 dicembre 2006 | Londra           | Inghilterra         | Earls Court                       |
| 23 dicembre 2006 | Londra           | Inghilterra         | Earls Court                       |
| UAE/Europa/India |                  |                     |                                   |
| 9 marzo 2007     | Dubai            | Emirati Arabi Uniti | Desert Rock Festival              |
| 11 marzo 2007    | Atene            | Grecia              | Hellinkikon Basketball Arena      |
| 14 marzo 2007    | Belgrado         | Serbia              | Belgrade Fair Indoor Arena        |
| 17 marzo 2007    | Bangalore        | India               | Bangalore Palace                  |
| Europa           |                  |                     |                                   |
| 2 giugno 2007    | Lubiana          | Slovenia            | Bezigrad Stadium                  |
| 4 giugno 2007    | Sofia            | Bulgaria            | Lokomotiv Stadium                 |
| 6 giugno 2007    | Ostrava          | Repubblica Ceca     | Ostrava Banik Football Stadium    |
| 8 giugno 2007    | Ludwigshafen     | Germania            | Südweststadion                    |
| 10 giugno 2007   | Donington        | Inghilterra         | Download Festival                 |
| 14 giugno 2007   | Venezia          | Italia              | Heineken Jammin' Festival         |
| 16 giugno 2007   | Nimega           | Paesi Bassi         | Fields of Rock Festival           |
| 17 giugno 2007   | Düsseldorf       | Germania            | ISS-Dome                          |
| 20 giugno 2007   | Roma             | Italia              | Stadio Olimpico                   |
| 21 giugno 2007   | Bilbao           | Spagna              | Bilbao Live Festival              |
| 23 giugno 2007   | Dessel           | Belgio              | Graspop Metal Meeting             |
| 24 giugno 2007   | Londra           | Inghilterra         | Brixton Academy                   |

## Scaletta

### A Matter of Life and Death Tour
1. Different World
2. These Colours Don't Run
3. Brighter Than A Thousand Suns
4. The Pilgrim
5. The Longest Day
6. Out Of The Shadows
7. The Reincarnation Of Benjamin Breeg
8. For the Greater Good Of God
9. Lord Of Light
10. The Legacy
11. Fear Of The Dark
12. Iron Maiden
13. Two Minutes To Midnight
14. The Evil That Men Do
15. Hallowed Be Thy Name

### A Matter of the Beast Summer Tour
1. Different World
2. These Colours Don't Run
3. Brighter Than A Thousand Suns
4. Wrathchild
5. The Trooper
6. Children Of The Damned
7. The Reincarnation Of Benjamin Breeg
8. For the Greater Good Of God
9. The Number Of The Beast
10. Fear Of The Dark
11. Run To The Hills
12. Iron Maiden
13. Two Minutes To Midnight
14. The Evil That Men Do
15. Hallowed Be Thy Name